# Língua krongo
Krongo, também escrita Korongo ou urungu  e conhecida como Dimodongo, Kadumodi ou Tabanya nas das cidades locais, é uma língua Nigero-Congolesa falada por cerca de 22 mil pessoas da etnia Krongo Nuba em Cordofão, no Sudão. falado em Kordofan  Fama é um dialeto.
Ethnologue (22ª edição) lista locais como Angolo, Tabanya e Toroji nas colinas de Krongo; aldeias de Buram, Damaguto, Dar, Dimadragu e Dimodong onde Krongo é falada.